# Progressive Link Mono Suspension
Pro Link is de benaming voor een achterveersysteem van de motorfietsen van het merk Honda.
Pro Link: PROgressive LINK Mono Suspension System. Monoveersysteem, dat werkt met tuimelaars, de zogenaamde links (Engels voor "verbinding"), waardoor de progressiviteit van het systeem met maximaal 125 % toeneemt. Extra voordeel: ook de demping werkt progressief. De progressie kan in sommige gevallen worden bijgesteld door langere of kortere links te gebruiken. Ook kan een machine met kortere links verlaagd worden. In latere jaren werd Pro Link voortdurend verbeterd en werd ook de naam aangepast.
In 1988 verscheen Delta Pro Link. dit was een verbetering van het Pro Link systeem, niet alleen lichter, compacter en sterker maar ook iets anders opgebouwd. De werking was vrijwel gelijk aan Pro Link. Het werd gepresenteerd op de 1988 crossers en de NX 650 Dominator.
In 1998 heette het systeem Delta link. Het was een nieuwe doorontwikkeling van het Pro link monoveersysteem. Delta link werd voor het eerst gebruikt op de Honda VFR 800 Fi.

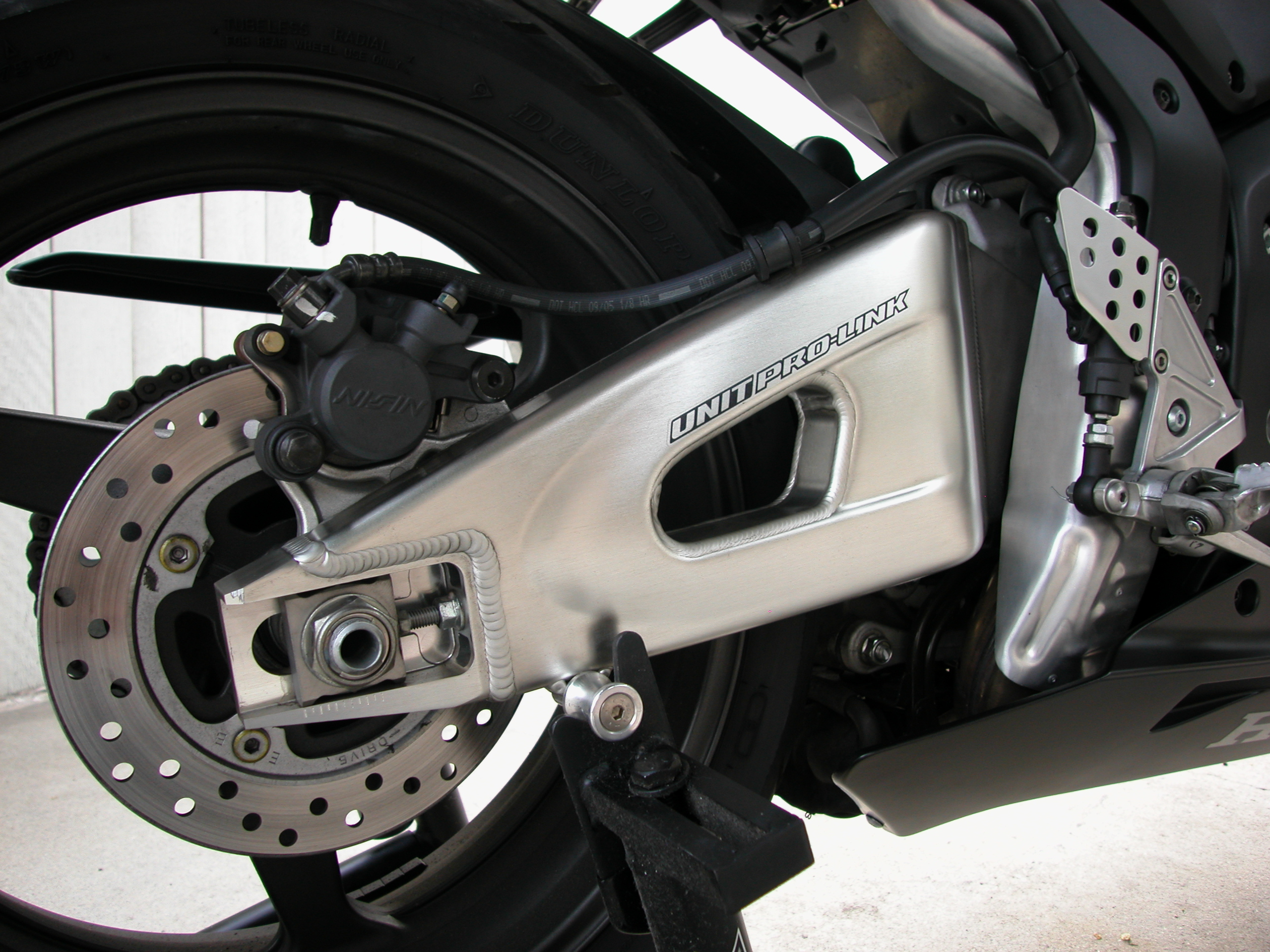
Unit Pro Link

In 2003 kwam Unit Pro Link. Dit was een versie van Pro Link die eerst op de RC 211 V MotoGP-racer en daarna op de CBR 600 RR van 2003 werd toegepast. Bij Unit Pro Link was de schokdemper op de achtervork zelf afgesteund om de schokbewegingen van het achterwiel bij het frame weg te houden.